# Bart Michiels (schaker)
Bart Michiels (30 oktober 1986) is een Belgische schaker. Hij is tweevoudig Belgisch schaakkampioen (2004, 2011) en behaalde in 2013 als eerste Vlaming ooit de grootmeestertitel (GM). Daarnaast is hij ingenieur.

## Schaken
- In de jeugdreeksen van het Belgisch kampioenschap werd hij vijf maal kampioen: -10 jaar (1996), -12 jaar (1997, 1998), -14 jaar (1999, 2000). In 1997 won hij op tienjarige leeftijd het Open Nederlands kampioenschap bij de onder 14-jarigen.[1]
- In 2001 won Michiels de A-groep van het Belgisch kampioenschap[2], dat toen diende als een kwalificatietornooi voor de expertenreeks. Op zeventienjarig leeftijd behaalde hij de meestertitel, met IM-normen in Le Touquet 2002, Stork Young Masters 2003 en Le Touquet 2003.
- In 2004 won hij de expertenreeks van het Belgisch kampioenschap op 17-jarige leeftijd.[3]
- Michiels werd winnaar in verschillende edities van het rapidtoernooi van Nordhorn: ongedeeld in 2003 (voor o.a. GM Arkady Naiditsch en GM Artoer Joesoepov)[4], gedeeld in 2004 (met GM Igor Khenkin en GM Rustem Dautov)[5] en 2006 (met GM Karsten Müller en GM Igor Khenkin).[6]
- Op het open toernooi van Gent werd hij viermaal gedeeld eerste, in 2005[7], 2015[8], 2019[9] en 2022.[10]
- Met de Belgische ploeg nam Michiels driemaal deel aan de schaakolympiade: in 2010[11], in 2012[12] en in 2014.[13] Ook was hij lid van de Belgische ploeg op de FIDE online olympiade van 2020.[14]
- In 2011 werd het toernooi om het kampioenschap van België gewonnen door Mher Hovhanisian, met 7 pt. uit 9. De met 6 punten (+3 =6 –0) als tweede geëindigde Michiels, was de hoogst eindigende speler met de Belgische nationaliteit en verkreeg daardoor de titel.[15]
- In 2012 won hij het Open Nederlands Rapidkampioenschap, voor o.a. grootmeesters Daniël Fridman, Erik van den Doel en Roeland Pruijssers.[16]
- De drie GM-normen, nodig om de grootmeestertitel te verkrijgen, behaalde hij in de Belgische interclubcompetitie 2008-2009, InventiChess 2010[17][18] en het Europees kampioenschap voor landenteams 2013.[19] De titel werd formeel toegekend op het FIDE-congres van 29 maart-1 april 2014.
- In het seizoen 2013-2014 werd Michiels topscorer in de Meesterklasse, de hoogste klasse van de Nederlandse competitie.[20]
- Hij speelde mee in de Challengersgroep van het Tata Steel-toernooi 2015 en eindigde op een gedeelde 10de plaats.[21]
- In het seizoen 2017-2018 werd Michiels topscorer in de hoogste klasse van de Belgische competitie.[22]
- In 2022 won hij de eerste editie van het internationaal blitztornooi van Rijsel.[23][24]

## Studie en doctoraat
- Aan de Universiteit van Gent studeerde Michiels voor burgerlijk ingenieur, met toegepaste natuurkunde als specialisatie (2004-2009). In 2009 kreeg hij, samen met Sven Decaesstecker, de prijs-Benny Vansteelant uitgereikt door Universiteit Gent voor de combinatie academische studies en topsport.[25]
- Van 2009 tot en met 2013 deed Michiels promotieonderzoek op de vakgroep Informatietechnologie van de faculteit Ingenieurswetenschappen van UGent. Hij verkreeg de academische graad van doctor met zijn proefschrift genaamd Parallelle snelle multipoolmethoden voor de simulatie van extreem grote elektromagnetische verstrooiingsproblemen.[26]